# Florian Beck
Florian Beck (ur. 7 stycznia 1958 w Gunzesried) – niemiecki narciarz alpejski reprezentujący RFN. Zajął 10. miejsce w slalomie na igrzyskach w Calgary w 1988 r. co jest jego najlepszym wynikiem olimpijskim. Jego najlepszym wynikiem na mistrzostwach świata było 8. miejsce w slalomie na mistrzostwach w Bormio. Najlepsze wyniki w Pucharze Świata osiągnął w sezonie 1984/1985, kiedy to zajął 43. miejsce w klasyfikacji generalnej.
Jego żona Maria Epple oraz jej siostra Irene Epple również uprawiały narciarstwo alpejskie.

## Sukcesy

### Puchar Świata

#### Miejsca w klasyfikacji generalnej
- 1979/1980 – 92.
- 1980/1981 – 103.
- 1981/1982 – 100.
- 1982/1983 – 80.
- 1983/1984 – 65.
- 1984/1985 – 43.
- 1985/1986 – 83.
- 1986/1987 – 91.
- 1987/1988 – 79.
- 1988/1989 – 65.

#### Miejsca na podium
1. Bad Wiessee – 4 stycznia 1985 (slalom) – 2. miejsce